# Eric Broadley
Eric Broadley, född 22 september 1928, död den 28 Maj 2017, var en brittisk bilkonstruktör. Broadley startade 1956 företaget Lola, som tillverkade racerbilar.